# Mimas postobscura
Mimas postobscura är en fjärilsart som beskrevs av Barend J. Lempke 1959. Mimas postobscura ingår i släktet Mimas och familjen svärmare. Inga underarter finns listade i Catalogue of Life.